# Eberswalder Orgelbauwerkstatt
Die Eberswalder Orgelbauwerkstatt ist ein Orgelbauunternehmen in Eberswalde in Brandenburg.

## Geschichte
Ulrich Fahlberg (* 28. August 1939) lernte bei Gerhard Kühn von 1953 bis 1956 und war anschließend Geselle bei ihm, arbeitete danach bei Reinhard Adam, Schuke Orgelbau und Hermann Lahmann. Am 1. April 1965 erwarb er die Firma A. Kienscherf Nachf., Inh. Karl Gerbig, die seit 1851 in Eberswalde bestand.
Im Jahr 2005 übernahmen Harry Sander und Andreas Mähnert die Eberswalder Orgelbauwerkstatt und führen sie seitdem. In das Unternehmen ist auch der Sohn des Firmengründers, Julian Sander, mit eingestiegen.

## Orgeln (Auswahl)
Ulrich Fahlberg baute bis 2003 einige meist kleine Orgeln. Seine hauptsächliche Tätigkeit war die Restaurierung und Pflege vieler historischer Orgeln, vor allem im nordbrandenburgischen Raum. Seine Nachfolger setzen diese Tradition fort.
Orgelneubauten
| Jahr | Ort                    | Gebäude                     | Bild | Manuale | Register | Bemerkungen |
| ---- | ---------------------- | --------------------------- | ---- | ------- | -------- | --- |
| 1965 | Dreesch                | Kirche                      |      | I       | 4        | |
| 1966 | Coblentz               | Kirche                      |      | I       | 4        | |
| 1967 | Merseburg              | Kreuzkapelle Freiimfelde    |      | I/P     | 7        | erhalten, Orgel |
| 1968 | Altenhagen             | Kirche Altenhagen           |      | I       | 3        | |
| 1968 | Fredersdorf, Uckermark | Kirche                      |      | I       | 3        | erhalten |
| 1968 | Eberswalde             | Evangelischer Gemeindesaal  |      | I       | 3        | |
| 1968 | Joachimsthal           | Kreuzkirche, Winterkirche   |      | I       | 3        | Positiv, Opus 9, erhalten                                                                                                |
| 1970 | Kloster Chorin         | Kapelle                     |      | I       | 3        | |
| 1972 | Liepe (Barnim)         | Kirche                      |      |         |          | [ 4 ] |
| 1975 | Kreba                  | Kirche                      |      | II/P    | 13       | |
| 1980 | Prag                   | ?                           |      | I       | 4        | |
| 1983 | Finow                  | St. Theresia vom Kinde Jesu |      | I/P     | 7        | Opus 30 |
| 1987 | Zehdenick              | Stadtkirche                 |      | II/P    | 24       | größte Orgel → Orgel |
| 1989 | Großräschen            | Evangelische Kirche         |      | II/P    | 17       | übernahm Pfeifenmaterial der Jehmlich-Orgel aus der evangelischen Kirche Großräschen-Süd, die dem Tagebau weichen musste |
| 1990 | Gartz                  | St. Stephan                 |      | II/P    | 16       | |
| 1991 | Niederfinow            | Kirche                      |      | I/P     | 4        | Chororgel von Ulrich Fahlberg                                                                                            |
| 1996 | Berlin-Schöneberg      | Zwölf-Apostel-Kirche        |      | I/P     | 7        | |
| 2003 | Berlin-Westend         | Olympiastadion, Kapelle     |      | I       | 3        | für die Fußball-WM 2006, erhalten                                                                                        |

Restaurierungen
| Jahr    | Ort          | Gebäude        | Bild | Manuale | Register | Bemerkungen                                                       |
| ------- | ------------ | -------------- | ---- | ------- | -------- | ----------------------------------------------------------------- |
| 1986/87 | Allstedt     | Kirche         |      | II/P    | 38       |                                                                   |
| 1994    | Nauen        | St. Jacobi     |      | II/P    | 31       | Restaurierung der Heerwagen-Orgel von 1873/1874 → Orgel           |
| 1995    | Reetz        | Dorfkirche     |      |         |          | Restaurierung der Hollenbach-Orgel von 1890                       |
| 2010    | Satzkorn     | Dorfkirche     |      | I/P     | 8        | Restaurierung/Rekonstruktion der Gesell-Orgel von 1872/73 → Orgel |
| 2014    | Fehrbellin   | Stadtkirche    |      | II/P    | 15       | Restaurierung der Heerwagen-Orgel von 1866/1867 → Orgel           |
| 2021    | Birkenwerder | Dorfkirche     |      | II/P    |          | Restaurierung der Sauer-Orgel aus dem Jahr 1968                   |
| 2024    | Wusterhusen  | Johanneskirche |      | II/P    | 17       | Restaurierung der Buchholz-Orgel von 1841 → Orgel                 |